# 498年
| 千纪： | 1千纪                                                                                           |
| 世纪： | 4世纪 \| 5世纪 \| 6世纪                                                                         |
| 年代： | 460年代 \| 470年代 \| 480年代 \| 490年代 \| 500年代 \| 510年代 \| 520年代                       |
| 年份： | 493年 \| 494年 \| 495年 \| 496年 \| 497年 \| 498年 \| 499年 \| 500年 \| 501年 \| 502年 \| 503年 |
| 纪年： | 戊寅年（虎年）；北魏太和二十二年；柔然太安七年；南朝齐建武五年、永泰元年                        |

## 大事记
- 齊明帝蕭鸞殺河東王蕭鉉等十王。
- 大司馬會稽太守王敬則，為蕭道成、蕭賾時舊臣，起兵叛，兵敗被殺。
- 蕭鸞卒，子蕭寶卷嗣位。
- 北魏陷南齊南陽（河南南陽）、赭陽（河南方城）。

## 出生
- 魏节闵帝
- 李稚华

## 逝世
- 教宗亚纳大削二世
- 蕭昭秀
- 蕭昭粲
- 萧子夏
- 萧子岳
- 萧子峻
- 萧子建
- 萧子文
- 萧子珉
- 萧子琳
- 萧遥昌
- 蕭鉉
- 齐明帝
- 王敬则
- 元太兴
- 李冲 (北魏)
- 范诸农
- 仁賢天皇